# Kooperative Gesamtschule Neustadt am Rübenberge
Die Kooperative Gesamtschule Neustadt am Rübenberge ist eine Ganztagsschule mit den drei Schulzweigen Hauptschule, Realschule und Gymnasium bis zum Abitur. Sie wurde 1974 am nördlichen Rand der Kernstadt von Neustadt am Rübenberge errichtet und in den folgenden Jahren laufend erweitert.
Die Schülerzahlen im Schuljahr 2011/12 lagen bei 203 im Hauptschulzweig, 592 im Realschulzweig und 834 im Gymnasialzweig, davon 259 in der Sekundarstufe II. Im Schuljahr 2015/16 betrugen sie 200 im Hauptschulzweig, 561 im Realschulzweig und 777 im Gymnasialzweig, davon 225 in der Qualifikationsphase.
In der Mensa werden täglich etwa 800 Essen ausgegeben, die in der schuleigenen Küche zubereitet werden.
Außerdem gibt es ein umfangreiches Freizeitangebot (mit vielen AGs etc.).

## Pädagogisches Profil
An der Schule gibt es drei Sozialpädagogen, die jeweils zwei Jahrgängen fest zugeordnet sind, also z. B. der Klasse 5 und 6, 7 und 8, 9 und 10. Die Sozialpädagogen begleiten die zugeordneten Jahrgänge durch die Mittelstufe. Seit dem Schuljahr 2000/01 gibt es an der Schule ein Bläserklassenprojekt, bei dem die Schüler einer ganzen Klasse (und seit Abschaffung der Orientierungsstufe eines Musikkurses) ab Beginn von Klasse 5 ein Blasinstrument erlernen und im Jahrgang Orchestermusik betreiben. Seit dem Schuljahr 2007/08 ist dieses Projekt ergänzt durch eine Chorklasse. Hauptschulzweig und Realschulzweig kooperieren mit der Berufsbildenden Schule in Neustadt. Die Schüler der Jahrgänge 9 und 10 erhalten je nach Profil an bis zu zwei Tagen der Woche berufsvorbereitenden Unterricht an der Berufsschule.
Die Schule nimmt am Comenius-Programm teil und trägt den Titel Umweltschule in Europa. Seit August 2013 ist sie Teil des Netzwerkes Schule ohne Rassismus – Schule mit Courage.

### Partnerprojekt Yorenka  Ãtame
Die Schule hat im Herbst 2012 einen Kooperationsvertrag mit dem brasilianischen Projekt Yorenka Ãtame aus Marechal Thaumaturgo in Acre abgeschlossen. Ziel ist die Zusammenarbeit im Rahmen der Verantwortung für die Bewahrung der Schöpfung und die gegenseitige Wertschätzung der unterschiedlichen Kulturen, durch Vertiefung des Dialoges und praktischem Handeln.

### Schüleraustausch
Die Schule pflegt den Austausch mit Schulen in Finnland, Frankreich, England, Polen und Spanien.

## Auszeichnungen
Am 5. Mai 2009 wurde die KGS für ihre Kooperation mit der Berufsschule im Bundeswettbewerb Starke Schule von Bundespräsident Horst Köhler mit dem ersten Preis ausgezeichnet.
Das Kooperationsprojekt mit der Berufsschule im Haupt- und Realschulbereich wurde unter dem Namen Neustädter Modell bekannt und findet sich nun auch unter diesem Namen als ein Schwerpunkt zur Berufsorientierung an allgemeinbildenden Schulen in Niedersachsen wieder.
Die Schule ist am 19. November 2013 mit dem Deutschen Arbeitgeberpreis für Bildung in der Kategorie Schulische Bildung ausgezeichnet worden, der unter dem Motto „Bildungsgerechtigkeit sichern – Übergänge aktiv gestalten“ ausgelobt wurde.
Im September 2019 ist die Schule für ihren Einsatz zur Förderung sportbegabter Schüler zur Talentschule des Sports ausgezeichnet worden.

## Bekannte Schüler
- Rebecca Schamber (* 1975), Politikerin (SPD) und ehemaliges Mitglied des Bundestags
- Dominic Herbst (* 1987), Politiker (Grüne) und Bürgermeister der Stadt Neustadt am Rübenberge